# Cystoseira
Cystoseira é um género de algas pertencente à classe Phaeophyceae (algas castanhas), ordem Fucales, caracterizado por espécies com frondes muito ramificadas, fixas ao substrato por um pé discóide, por vezes contendo eixos prostrados que se fixam ao substrato por haptera, ou seja por prolongamentos pluricelulares ramificados que permitem melhorar a fixação ao substrato.